# Ylä-Siikajärvi
Ylä-Siikajärvi eller Siikajärvi är en sjö i Finland. Den ligger i kommunen Lieksa i landskapet Norra Karelen, i den östra delen av landet, 400 km nordost om huvudstaden Helsingfors. Ylä-Siikajärvi ligger 152,2 meter över havet. Den är 8,6 meter djup. Arean är 85,8 hektar och strandlinjen är 6,16 kilometer lång. Sjön  ingår i Vuoksens huvudavrinningsområde.   I omgivningarna runt Ylä-Siikajärvi växer i huvudsak barrskog.